# Kiryat Gat
Kiryat Gat (ebraico: קריית גת, arabo: كريات جات) è una città del Distretto Meridionale d'Israele, a 56 km da Tel-Aviv, 43 km da Beersheba e 68 km da Gerusalemme.